# Renato Prpić
Renato Prpić (6. travnja 1995.), hrvatski gimnastičar i hrvatski državni reprezentativac. 

## Sudjelovanja na velikim natjecanjima
- europska prvenstva

- svjetska prvenstva

Sudionik svjetskog prvenstva koje se je održalo od 30. rujna do 6. listopada 2013. godine u Antwerpenu.